# Syndare i filmparadiset
Syndare i filmparadiset är en svensk film 1956 i regi av Gösta Bernhard. Den var en så kallad klippfilm som bestod av material från andra filmer, till exempel Farlig kurva. 
Produktionsbolaget Europafilm kallade filmen "ett kåseri i ton, bild och färg ur Europa Films 25-årsproduktion - en sammanställning i anledning av bolagets 25-årsjubileum i september 1955".

## Rollista
- Stig Järrel – Stickis, bov
- Gösta Bernhard – Jocke, bov
- Sigge Fürst – Jarl, nattvakt
- Gösta Krantz – polis
- Gunnar "Knas" Lindkvist – polis

### Fotnoter
1. ↑  ”Syndare i filmparadiset”. http://www.sfi.se/sv/svensk-filmdatabas/Item/?itemid=4503&type=MOVIE&iv=Basic&ref=/templates/SwedishFilmSearchResult.aspx?id%3d1225%26epslanguage%3dsv%26searchword%3dsyndare+i+filmparadiset%26type%3dMovieTitle%26match%3dBegin%26page%3d1%26prom%3dFalse. Läst 14 mars 2013.